# قصر برسوم باشا
قصر برسوم باشا هو قصر يقع في حي العباسية، القاهرة، مصر. تم بناء القصر في عام1865 وكانت مساحته الأصلية 1600 متر، وبعد ثورة يوليو، تم سحب 450 متر لتوسيع شارع أحمد سعيد، والمساحة الحالية المتبقية 1150 مترا. القصر غير مسجل في عداد الآثار الإسلامية أو القبطية وأنما مسجل ضمن المباني ذات الطراز المعمارى المميز وله بطاقة حصر ويحظر هدمه وفقا للقانون.

## التاريخ
افتتح القصر في عام 1865 في عهد الخديوي سعيد واشتراه برسوم باشا حنا عام 1912 مقابل 8500 جنيه، وهو من كبار مضاربي البورصة في القطن في محافظة بني سويف، وكان يمتلك 6 قصور أخرى، وهو شقيق سنيوت باشا عضو الوفد الذي قاده سعد زغلول للتفاوض على استقلال مصر عن بريطانيا، ثم نفي معه إلى جزيرة سيشل أثناء ثورة 1919، وكان سعد زغلول يلتقي بسنيوت باشا في هذا القصر، حتى وصف الكثيرون المكان بأنه مخزن أسرار وكواليس ثورة 1919 ضد الاحتلال البريطاني.

## محاولة الهدم
في 2021 كانت هناك محاولة لهدم القصر ليكون مكانه أحد مَنزَلَيْن لكوبري أحمد سعيد، المقرر إقامته ضمن محور الفردوس. وبعد جدل شعبي وبرلماني تم تعديل تصميم المحور ليكون بعيد تماما عن القصر.